# Christmas Saves the Year
〈Christmas Saves the Year〉는 미국의 밴드 트웬티 원 파일럿츠가 2020년 12월 8일에 발매한 노래로, 코로나19 범유행을 소재로 하였다.